# Syzeton innotatipennis
Syzeton innotatipennis is een keversoort uit de familie schijnsnoerhalskevers (Aderidae). De wetenschappelijke naam van de soort werd in 1939 gepubliceerd door Maurice Pic.